# Kamsari Salam
Kamsari Salam (* 10. Januar 1941) ist ein ehemaliger malaysischer Radrennfahrer.

## Sportliche Laufbahn
Salam war im Bahnradsport aktiv und Teilnehmer der Olympischen Sommerspiele 1964 in Tokio. In der Mannschaftsverfolgung schied das malaysische Team mit Ng Joo Pong, Choy Mow Thim, Arulraj Rosli und Kamsari Salam in der Qualifikation aus. Über sein weiteres Leben und seine sportlichen Erfolge ist nichts bekannt.